# Иванов, Константин Васильевич (поэт)
Константи́н Васи́льевич Ивано́в (15 [27] мая 1890, Слакбаш — 13 [26] марта 1915, там же) — чувашский поэт, классик чувашской литературы.

## Биография

### Детство
Родился в крестьянской семье чувашского рода Партта (чув. «Пăртта»). В роду ценилось образование — дед, тётка по отцу, многие родственники были грамотны. Отец Константина Иванова был одним из богатых людей в округе, в хозяйстве использовал знания по агрономии и экономике.
С восьми лет Константин посещает сельскую начальную школу, которую заканчивает в 1902 году, учится в Белебеевском городском училище. Затем отец устраивает его в подготовительный класс Симбирской чувашской учительской («яковлевской») школы.

### В Симбирской школе
Через 2 года пятнадцатилетний юноша становится учащимся 1-го класса (курса) центрального чувашского образовательного центра в Симбирске.
Здесь Константин Иванов увлекается литературой, много читает произведений по русской и западноевропейской культурам, проявляет интерес к живописи, скульптуре. Д. Петров-Юман вспоминает о встречах с поэтом:

Когда я говорил с Константином, разговор всегда переходил на тему мировой литературы. Помню, часто спорили о «Божественной комедии» Данте, о «Фаусте» Гёте. С возрастом Константин начинает всё больше интересоваться произведениями поэтов-классиков. Когда был моложе, он интересовался Пушкиным и Лермонтовым. Помню, как однажды у меня я читал ему «Чайльд-Гарольда» Байрона. В другой раз он принёс мне «Историю славянских литератур» Пыпина
Шестнадцатилетний юноша, выезжая домой на каникулы, записывает семейные предания и воспоминания стариков-односельчан, тексты заговоров, народных молений. Всё это впоследствии наложит огромный опечаток на его понимание национальной самобытности художественного творчества народа.
Работа над переводами «Псалтыри» и др. религиозных текстов по просьбе Ивана Яковлева также сыграла большую роль в формировании мировоззрения писателя.
В становлении личности К. Иванова значительную роль сыграло его тяга к живописи — он даже готовился поступить в Академию художеств. Помимо сего, он овладевает профессионально фотографическим мастерством — на его снимках запечатлены многие эпизоды из симбирского периода жизни.

### Литературная деятельность

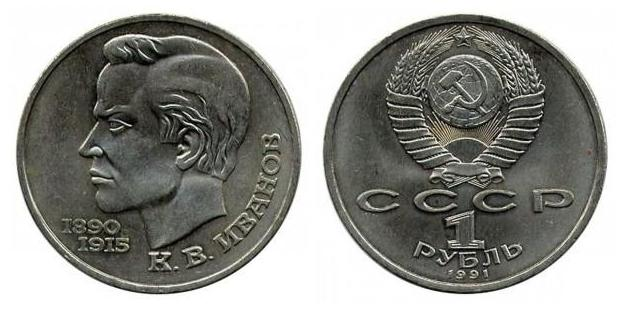
Монета Государственного банка СССР (1 рубль), выпущенная к 100-летию со дня рождения К. В. Иванова

На события 1905—1907 годов он выпускает «чувашскую марсельезу» («Вставай, подымайся, чувашский народ!»). За участие в революционных митингах Яковлев вынужден распустить 1-й класс.
Позже, когда «затихают страсти», Иван Яковлевич привлекает Иванова для работы в комиссии по переводу к изданию книг на чувашском языке. В сентябре-декабре Константин Васильевич переводит стихотворения М. Ю. Лермонтова «Узник», «Волны и люди», «Парус», «Горные вершины», «Утёс», «Чаша жизни» и др., много сил отдает чувашскому переложению «Песни про царя Ивана Васильевича, молодого опричника и удалого купца Калашникова». Им же переведены тогда отрывки из произведений Н. П. Огарёва, А. В. Кольцова, Н. А. Некрасова, а также отдельные стихи А. Н. Майкова, К. Д. Бальмонта.

Мемориальная доска на здании Ульяновского колледжа культуры и искусства.

В 1907—08 гг. поэт создаёт целый ряд оригинальных произведений: трагедию «Шуйттан чури» (Раб дьявола), баллады «Тимĕр тылă» (Железная мялка), «Тăлăх арăм» (Вдова), завершает поэму «Нарспи». К 40-летнему юбилею Симбирской чувашской учительской школы К. Иванов посвящает стихотворение «Хальхи самана» (Наше время). В 1908 году в Симбирске выходит книга «Чăваш халапĕсем» («Сказки предания чуваш»).
В 1909 году К. Иванов при Симбирской классической гимназии экстерном сдаёт экзамен на звание народного учителя рисования в женском двуклассном училище при учительской школе. Здесь Константин Иванов реализовывает себя и как художник, и как переводчик, и как редактор, составитель, корректор. Поэт готовится к созданию либретто для оперы «Нарспи», переводит «Песнь песней», создаёт декорацию к сценам из оперы «Иван Сусанин».
Иванов известен не только как автор стихов, поэм, переводов классической русской литературы, но и как мастер портретной живописи, автор графических и скульптурных работ

### Поэма «Нарспи»
В 1907—1908 годах издаются его сказки, баллады и поэма «Нарспи», которая считается наиболее совершенным из всех его поэтических творений. В ней повествуется о трагической любви бедняка Сетнера к девушке Нарспи, дочери богатых родителей. Глубокая ненависть к социальной несправедливости, мечта об освобождении чувашского народа от оков морали старого общества — вот основные мотивы творчества народного чувашского поэта.
Поэма «Нарспи» переведена на многие языки мира. В частности, на русский язык её перевёл Пётр Хузангай. По её мотивам создано несколько пьес, а на сцене Чувашского театра оперы и балета поставлена и опера.
Также поэму на русский язык переложил Борис Иринин.

### Кончина поэта
Осенью 1914 года К. Иванов, заболев туберкулёзом, уехал к себе на Родину. 13 марта 1915 года в возрасте 24 лет он скончался.

## Память о К. В. Иванове
- В честь поэта названы улица и сквер в Чебоксарах, его имя носит Чувашский академический театр драмы.
- Литературный музей в Чебоксарах носит имя Иванова К. В.[3]
- В Музейном комплексе села Слакбаш открыт музей К. Иванова.
- В 1991 году выпущена монета в честь столетия К. В. Иванова. Номинал — 1 рубль. На аверсе изображен герб СССР и надписи «СССР», «1 рубль», «1991». На реверсе — профиль поэта, надписи «1890-1915», «К. В. ИВАНОВ».
- 2015 год в Чувашской Республике объявлен Годом Константина Васильевича Иванова[4].

### Фотогалерея

Мемориальная табличка в начале улицы Иванова в Чебоксарах
Чувашский академический театр драмы имени К.В.Иванова
Памятник Константину Иванову на Красной площади в Чебоксарах
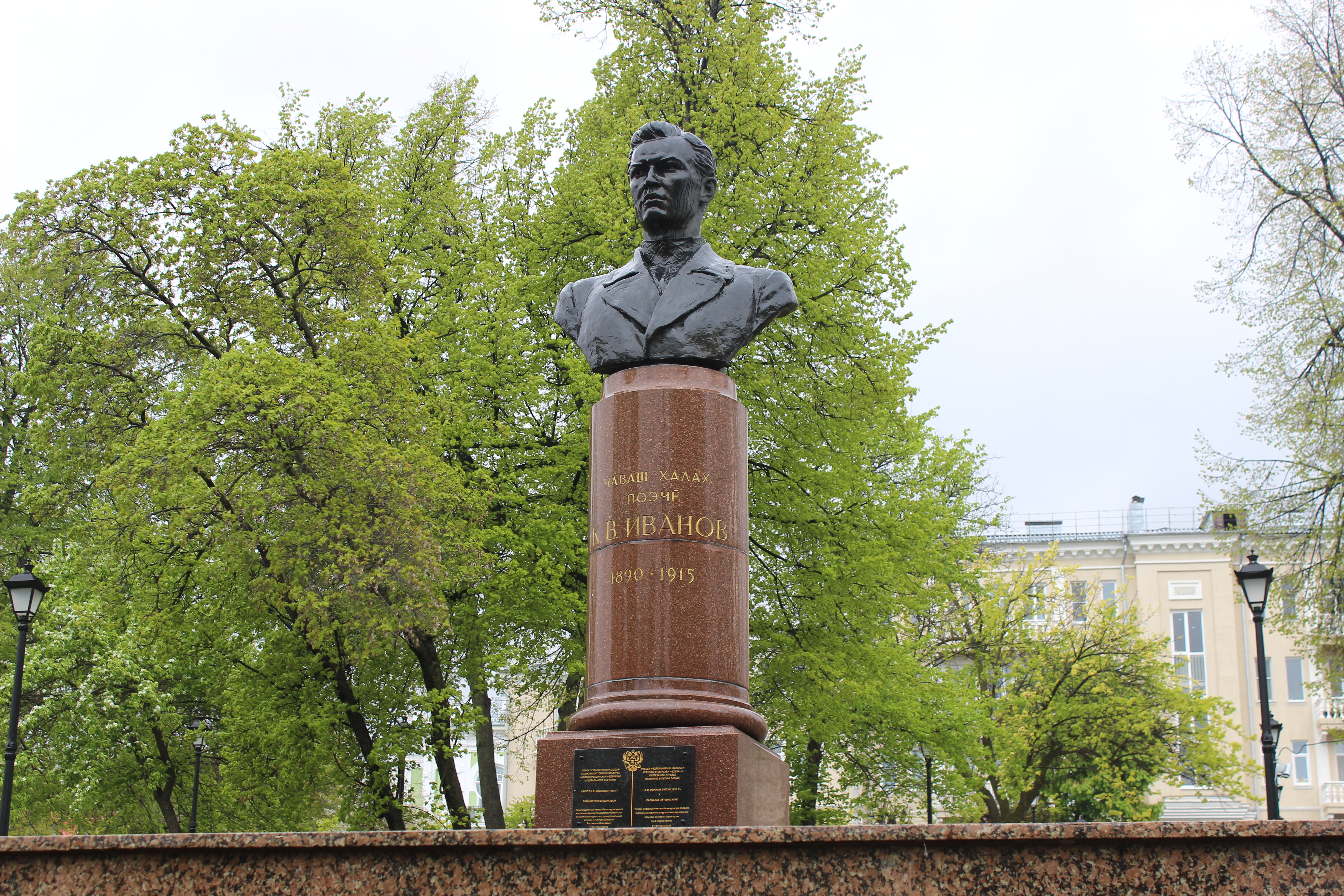
Бюст К. В. Иванова в чебоксарском сквере